# August Cieszkowski
August Cieszkowski, född 12 september 1814 i Nowa Sucha, död 12 mars 1894 i Wierzenica i närheten av Swarzędz, var en polsk filosof och nationalekonom.
Cieszkowski studerade i Berlin, där han blev en ivrig hegelian, företog en del längre resor i Europa och bosatte sig 1847 i provinsen Posen. Efter att ha erhållit preussiskt medborgarskap valdes han till ledamot av lantdagen och försvarade som sådan under en följd av år med iver den polska saken. 
Påverkad av Friedrich Hegel och Karl Ludwig Michelet försökte han särskilt i Ojcze nasz (Fader vår, 1848) att grundlägga ett nytt filosofiskt system, grundat på en oklar, halvt mystisk åskådning, som ville tillerkänna Polen en privilegierad ställning inom den slaviska världen. Av hans övriga skrifter kan nämnas Prolegomena zur Historiosophie (1838) och Gott und die Palingenesie (1842) samt de nationalekonomiska arbetena Du crédit de la circulation (1839) och Zur Verbesserung der Lage der Arbeiter auf dem Lande (1840).